# 淖齿
淖齿（？—前283年），战国时期楚国将军，曾任齐國國相。

## 生平
前284年，燕国将领乐毅率赵、秦、韩、魏、燕五国之兵伐齐，大败齐军于濟西之戰（今山东省济南市西北）。乐毅乘胜击破齐国首都临淄（今山东省淄博市东北），齐湣王被迫逃往莒县（今山东省日照市莒县）。淖齿受楚顷襄王之命率军救齐，被齐湣王任命为齐相，但其后淖齿把齐湣王抽筋悬于庙堂之上杀死，并与燕国一起瓜分齐国的土地及宝器。一年後淖齿被齐人王孙贾率莒县城中四百军民刺杀而死。